# Анна Гарсія
Анна Гарсія або Анна від Святого Варфоломія (ісп. Ana de San Bartolomé; 1 жовтня 1549, Альмендраль, Іспанія — 25 травня 1607, Антверпен, Фландрія) — блаженна Римо-Католицької церкви, монахиня Ордену босих кармеліток, містик, засновниця монастирів у Франції і Бельгії.

## Біографія
Народилася 1 (за іншою версією 10) жовтня 1549 року в містечку Альмендраль в Іспанії в багатодітній і благочестивій сім'ї селян Ермана Гарсії та Марії Мансанас. До 10 років дівчинка залишилася сиротою під опікою старших братів. За переказами, у сні їй з'явився Ісус Христос, сказавши: «Я той, кого ти шукаєш і з ким ти повинна обручитися». Після цього явлення іншим разом уві сні вона побачила монастир і дів у чернечому вбранні босих кармеліток. 10 листопада 1570 року Анна вступила до монастиря Святого Йосипа в Авілі, ставши першою новичкою ордену босих кармеліток. Наставницею послушниці була сама засновниця громади — реформаторка ордену і Учителька Церкви свята Тереза Авільська, з якою її згодом зв'язала глибока духовна дружба.
15 серпня 1572 року Анна склала чернечий обіт і взяла чернече ім'я Анни від Святого Варфоломія. Молода черниця несла послух секретаря у перших двох настоятельок конгрегації. В 1604 році на запрошення кардинала П'єра де Берюля Анна від Святого Варфоломія в числі трьох сестер з Іспанії прибула до Франції для заснування монастирів босих кармеліток у цій країні. 15 жовтня 1604 рокі в Парижі разом з Варварою Акарі (у дівоцтві Аврійо) заснувала першу обитель, слідом за якою з'явилися монастирі у 1605 році в Понтуазі і в 1608 році в Турі. У всіх трьох обителях Анна від Святого Варфоломія несла різні послухи, включаючи послух ігумені.
1611 року вона прибула до Фландрії — частина сучасної Бельгії, яка в ті часи належала Іспанії, де вже існували обителі босих кармеліток в Брюсселі та Монсі. В Антверпені 6 листопада 1612 року Анна від Святого Варфоломія заснувала ще один монастир. У ті ж роки вона виступила свідком у процесі з прилучення до лику блаженних своєї духовної матері та першої настоятельки громади. За два роки до смерті нею були написані «Спогади». Збереглося й численне листування, яке вела подвижниця. Завдяки її особистому прикладу та участі у духовному житті городян Антверпен відмовився прийняти протестантську реформацію і залишився вірним Католицькій церкві.
Анна Святого Варфоломія упокоїлася 7 червня 1626 року в свято Пресвятої Трійці в заснованому нею монастирі в Антверпені.

## Прославлення
Папа Римський Бенедикт XV 6 травня 1917 року зарахував її до лику блаженних.
Літургійна пам'ять справляється 7 червня.